# Karen Chanloung
Karen Chanloung (en thaï : คาเรน จันเหลือง, Kharen Chalueang), née le 1er juillet 1996 à Aoste, en Italie, est une fondeuse thaïlandaise et italienne.

## Biographie
Ayant grandi à Gressoney-La-Trinité, où elle découvre le ski, elle court sa première course officielle junior FIS en 2012.
Lors de la saison 2016-2017, elle commence à représenter son autre pays, dont elle a aussi la nationalité, la Thaïlande, participant à sa première manche de Coupe du monde au sprint de Toblach (48e), puis aux Championnats du monde des moins de 23 ans dans l'Utah, s'y classant au mieux 35e au skiathlon.
Aux Jeux olympiques d'hiver de 2018, à Pyeongchang, elle dispute seulement le dix kilomètres, terminant 82e.
En 2019 à Seefeld, elle prend part à ses premiers championnats du monde, y courant quatre épreuves.
Lors de la saison 2020-2021, elle enregistre son meilleur résultat en Coupe du monde : 45e à Davos.
Son frère Mark est aussi un fondeur de haut niveau.

## Palmarès

### Jeux olympiques
| Épreuve / Édition   | Sprint                           | Sprint    | 15 km | 15 km                            | Skiathlon 2 × 15 km | 50 km | Relais | Relais    |
| Épreuve / Édition   | libre                            | classique | libre | classique                        | Skiathlon 2 × 15 km | 50 km | Sprint | 4 × 10 km |
| JO 2018 Pyeongchang | Épreuve inexistante à cette date | -         | 82e   | Épreuve inexistante à cette date | -                   | -     | -      | —         |

Légende :
- : pas d'épreuve
- — : non disputée par Chanloung

### Championnats du monde
| Épreuve / Édition        | Sprint                           | Sprint                           | 15 km                            | 15 km                            | Skiathlon 2 × 15 km | 50 km | Relais | Relais    |
| Épreuve / Édition        | libre                            | classique                        | libre                            | classique                        | Skiathlon 2 × 15 km | 50 km | Sprint | 4 × 10 km |
| Mondiaux 2019 Seefeld    | 66e                              | Épreuve inexistante à cette date | Épreuve inexistante à cette date | 61e                              | 52e                 | -     | 19e    | -         |
| Mondiaux 2021 Oberstdorf | Épreuve inexistante à cette date | 56e                              | 55e                              | Épreuve inexistante à cette date | -                   | -     | -      | —         |

Légende :
- : pas d'épreuve
- — : Non disputée par Chanloung